# Ulas Kilic
Ulas Kilic (* 30. September 1975 in Großburgwedel) ist ein deutscher Schauspieler.

## Leben
Die Kindergarten-, Vorschul- sowie Grundschulzeit verbrachte Ulas Kilic in Köln, wo sich ein Teil seiner Familie niederließ.
Er lebte in den Jahren 2000 bis 2002 in New York City, wo er mit dem Schauspiel begann. Dort erlernte Kilic durch den Schauspiel-Coach Phil Gushee die Meisner-Technique. 2002 gab er sein Schauspiel-Debüt in der US-amerikanischen HBO-Serie Sex and the City, worauf weitere Auftritte in Emergency Room – Die Notaufnahme und Third Watch folgten.
2002 kehrte er zurück nach Hannover und drehte für Studentenprojekte der Fachhochschule Hannover im Fachbereich Bildende Künste. Unter diesen teils mehrfach ausgezeichneten Kurzfilmen befinden sich Abstiegsspiel und Melissa aus den Jahren 2004/05 sowie Puppeteer aus dem Jahr 2006. Danach spielte Kilic in der renommierten BBC-Serie Spooks – Im Visier des MI5 mit, drehte zudem parallel die ITV-1-Serie The Whistleblowers.
Kilic stand 2011 für die Sat.1-Serie Danni Lowinski vor der Kamera.
Seit 2015 dreht er für die amerikanische Spionage-Serie Berlin Station in der durchgehenden Rolle Bora Osman an der Seite von Richard Jenkins, Michelle Forbes und Rhys Ifans. Die ersten Episoden der Paramount Serie werden voraussichtlich im Herbst 2016 auf dem amerikanischen Sender Epix ausgestrahlt.
Ulas Kilic lebt gegenwärtig in Hannover und Berlin.

## Filmografie
- 2004: Abstiegsspiel
- 2005: Melissa
- 2005: Schöne Welt
- 2006: Puppeteer
- 2007: The Whistleblowers
- 2007: Spooks – Im Visier des MI5 (Spooks, Fernsehserie)
- 2008: Sprit
- 2008: Locked
- 2009: Tatort: … es wird Trauer sein und Schmerz
- 2009: SOKO Leipzig – Fehler im System
- 2009: Die Frau des Schläfers
- 2010: Weihnachten im Morgenland
- 2010: Polizeiruf 110: Polizeiruf 110: Die Lücke, die der Teufel lässt
- 2010: Küstenwache – U32 antwortet nicht
- 2010: Marco W. – 247 Tage im türkischen Gefängnis
- 2010: Der Kriminalist – Abgetaucht
- 2011: Alarm für Cobra 11 – Die Autobahnpolizei – 72 Stunden Angst
- 2011: Notruf Hafenkante – Dummer August
- 2011: Danni Lowinski – Auf der Flucht
- 2012: Flemming – Das Gesetz des Blutes
- 2013: The Beat Down
- 2013: König von Deutschland
- 2013: Unter Verdacht – Türkische Früchtchen
- 2013: Augenblick
- 2013: 5 Jahre Leben
- 2013: Unter Feinden
- 2014: NinetyTwo
- 2015: Familie verpflichtet
- 2015: Los Veganeros
- 2015: Unterm Radar
- 2016: Tschiller: Off Duty
- 2017: 4 Blocks (Fernsehserie)
- 2017: Ferien vom Leben (Fernsehfilm)
- 2021: Das Versprechen (Fernsehfilm)
- 2021: Tatort: Videobeweis